# Eleni Karaindrou
Eleni Karaindrou (* 25. listopadu 1941) je řecká hudební skladatelka a klavíristka.
Narodila se ve vesnici Teichio v oblasti Fókida, od dětství žila v Athénách. Studovala hru na klavír a hudební teorii na konzervatoři. V době Řecké vojenské junty (1967–1974) žila v Paříži, kde studovala mj. etnomuzikologii a hrála s jazzovými hudebníky. Po návratu do rodné země se začala věnovat skládání filmové hudby
Složila hudbu k osmi celovečerním filmům Theodora Angelopoula – Cesta na Kytheru (1984), Včelař (1986), Krajina v mlze (1988), Přerušený krok čápa (1991), Odysseův pohled (1995), Věčnost a den (1998), Plačící louka (2004) a Prach času (2008), stejně jako k jeho segmentu povídkového filmu Chacun son cinéma (2007). Dále složila hudbu k filmům režisérů Gorana Radovanoviče, Margarethe von Trotta, Paymana Maadiho, Terrence Malicka a dalších.